# Nezumia cyrano
Nezumia cyrano es una especie de pez de la familia Macrouridae en el orden de los Gadiformes.

## Morfología
• Los machos pueden llegar alcanzar los 33 cm de longitud total.

## Hábitat
Es un pez de aguas profundas que vive entre 860-915 m de profundidad.

## Distribución geográfica
Se encuentra en el  Atlántico occidental central.